# Abdoulaye Diallo (artiste)
 (août 2022).
La mise en forme du texte ne suit pas les recommandations de Wikipédia : il faut le « wikifier ».
Les points d'amélioration suivants sont les cas les plus fréquents :
- Les titres sont pré-formatés par le logiciel. Ils ne sont ni en capitales, ni en gras.
- Le texte ne doit pas être écrit en capitales (les noms de famille non plus), ni en gras, ni en italique, ni en « petit »…
- Le gras n'est utilisé que pour surligner le titre de l'article dans l'introduction, une seule fois.
- L'italique est rarement utilisé : mots en langue étrangère, titres d'œuvres, noms de bateaux, etc.
- Les citations ne sont pas en italique mais en corps de texte normal. Elles sont entourées par des guillemets français : « et ».
- Les listes à puces sont à éviter, des paragraphes rédigés étant largement préférés. Les tableaux sont à réserver à la présentation de données structurées (résultats, etc.).
- Les appels de note de bas de page (petits chiffres en exposant, introduits par l'outil «  Source ») sont à placer entre la fin de phrase et le point final[comme ça].
- Les liens internes (vers d'autres articles de Wikipédia) sont à choisir avec parcimonie. Créez des liens vers des articles approfondissant le sujet. Les termes génériques sans rapport avec le sujet sont à éviter, ainsi que les répétitions de liens vers un même terme.
- Les liens externes sont à placer uniquement dans une section « Liens externes », à la fin de l'article. Ces liens sont à choisir avec parcimonie suivant les règles définies. Si un lien sert de source à l'article, son insertion dans le texte est à faire par les notes de bas de page.
- La présentation des références doit suivre les conventions bibliographiques. Il est recommandé d'utiliser les modèles {{Ouvrage}}, {{Chapitre}}, {{Article}}, {{Lien web}} et/ou {{Bibliographie}}. Le mode d'édition visuel peut mettre en forme automatiquement les références.
- Insérer une infobox (cadre d'informations à droite) n'est pas obligatoire pour parachever la mise en page.

Pour une aide détaillée, merci de consulter Aide:Wikification.
Si vous pensez que ces points ont été résolus, vous pouvez retirer ce bandeau et améliorer la mise en forme d'un autre article.
Pour les articles homonymes, voir Abdoulaye Diallo et Diallo.
Abdoulaye Diallo, connu sous le nom de Berger de l'île de Ngor, est un écrivain et artiste-peintre sénégalais.

## Biographie

### Enfance, formation et débuts
Abdoulaye Diallo est né le 25 décembre 1952 à Dakar. Il est ingénieur ECE Paris, option électronique, spécialiste des télécoms.
Abdoulaye Diallo est ingénieur en télécommunication.

### Carrière
Président d'un Groupe spécialisé dans la construction des réseaux à fibres optiques, il se consacre depuis le 30 Décembre 2011 à la peinture et participe à des festivals culturels et artistiques. Il co-fonde avec France Gall, l'association "Les Amis de Ngor" et lutte contre la prostitution dans l'ile.
Secrétaire Général du CLUB CONVERGENCES PLURIELLES de Octobre 2010 à nos jours
Vice-président du Mouvement Alternative Citoyenne / ANDU-NAWLÉ
Président de l’Association des Amis de l’île de Ngor AAIN de sa naissance en 2000 jusqu’en 2020

### Expositions
Exposition à la bibliothèque universitaire Cheikh Anta DIOP sur le thème de: QUELLE HUMANITÉ POUR DEMAIN ? de mai 2018 à juillet 2018. Cette exposition avait reçu 4800 visiteurs compte non tenu des étudiants et élèves d’autres écoles

## Œuvres
Il est l'auteur de plusieurs livres.
- La fille du volcan : l'Ile de Ngor; préfacé par Abdoulaye Wade[9].
- La face cachée de notre démocratie en hommage à Me Babacar Niang, préfacé par le Pr Amadou Mahtar Mbow, ancien Directeur Général de l UNESCO ;
- Changer de Regard
- Sénégal 2012, le temps du peuple en octobre 2009

Œuvres publiées en 2021 par l’harmattan et coordonnées par M le Pr Magueye KASSÉ, M le Pr Ibrahima SILLA et LebergerdelîledenGor 
- Quelle humanité pour demain ?(livre 1)
- Femmes - mères de l’humanité (livre 2)
- Les figures emblématiques des indépendances et de la démocratie sénégalaise (livre 3)
- L’Afrique face aux défis politiques, démocratiques et technologiques (livre 4)
- Art rupestre et contemporanéité (livre 5)
- Culture (livre 6)